# Liebschützberg
Liebschützberg là một thị xã thuộc huyện Nordsachsen, trong bang tự do Sachsen, Đức và là đô thị cực bắc của bang Sachsen. Đô thị này có diện tích 68,42 ki lô mét vuông, dân số cuối năm 2006 là 3457 người.

## Thành phố kết nghĩa
- Gailingen, Đức